# Dicranum elongatum
Dicranum elongatum, das Verlängerte Gabelzahnmoos, ist eine Moosart aus der Familie der Dicranaceae. 
Das Mooss wächst in dicht rhizoidfilzigen Polstern und zeichnet sich durch etwa 3 bis 4 mm große, aufrecht abstehende, glänzende Blätter aus. Die Blattspitze ist ganzrandig oder fein gesägt. Die Blattrippe endet in der Blattspitze oder tritt aus dieser aus. Die Laminazellen sind am Blattgrund stark getüpfelt, die oberen sind rundlich bis quadratisch. 
Die Art ist arktisch-alpin verbreitet und ist bezüglich der Stamm- und Blattlänge sehr variabel. Sie kommt in alpinen Lagen auf mäßig saurem Humus in Zwergstrauchheiden, an Felsen und in Mooren vor.

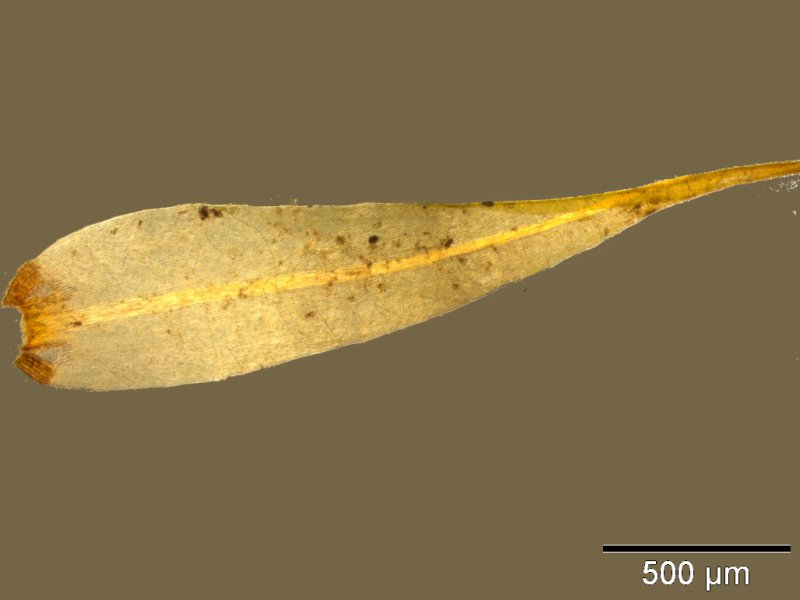
Blatt

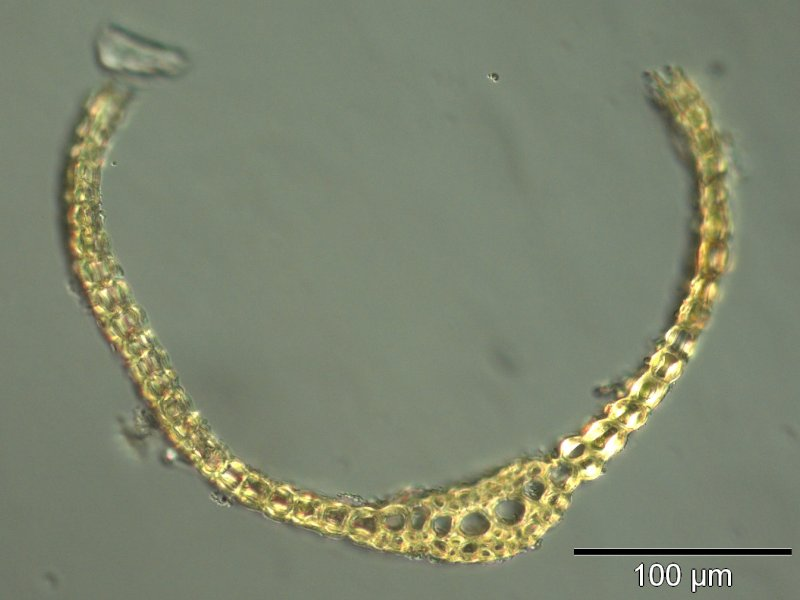
Blattquerschnitt